# Concaveplana trifasciatus
Concaveplana trifasciatus är en insektsart som beskrevs av Huang 1989. Concaveplana trifasciatus ingår i släktet Concaveplana och familjen dvärgstritar. Inga underarter finns listade i Catalogue of Life.